# Kabel (Schriftart)
Kabel ist eine Schriftart. Sie wurde 1927 vom Schriftdesigner Rudolf Koch entworfen und bei der Schriftgießerei Gebr. Klingspor veröffentlicht.
Die Kabel ist eine geometrische Grotesk-Schrift, wie zum Beispiel auch die Avenir, Futura oder Avant Garde. Koch, der bis dahin vorrangig gebrochene Schriften gestaltet hatte, meinte zur Entstehung der Kabel: „Es war sehr verlockend, eine Schrift mit Zirkel und Lineal zu entwerfen.“
Die bei Linotype erschienene Ausgabe der Kabel-Schriftfamilie umfasst vier Schriftschnitte: Light, Book, Heavy und Black. Die bei ITC erschienene Variante, die 1976 vom Schriftdesigner Victor Caruso der ursprünglichen Kabel nachempfunden ist, umfasst fünf Schriftschnitte: Book, Medium, Demi, Bold und Ultra.
2016 erschien die Schriftfamilie Neue Kabel. Sie basiert auf der Kabel und wurde von dem Designer Marc Schütz gestaltet. Sie umfasst 18 Schnitte (neun Strichstärken einschließlich Kursiven) und über 1100 Glyphen pro Schnitt.